# Jiří Pospíšil (fotbalista)
Jiří Pospíšil (* 10. září 1972) je bývalý český fotbalový obránce. Po skončení aktivní kariéry působí jako trenér.

## Fotbalová kariéra
V české lize hrál za FC Petra Drnovice a SK Dynamo České Budějovice. Nastoupil v 90 ligových utkáních a dal 3 ligové góly. V nižších soutěžích hrál i za SK Pardubice, FC Group Dolní Kounice a FC Hradec Králové. Ve slovenské lize hrál za MFK Ružomberok. V kvalifikaci Ligy mistrů nastoupil ve 4 utkáních a v Poháru UEFA nastoupil ve 2 utkáních.

## Ligová bilance
| Ročník                              | Zápasy | Góly | Klub                   |
| ----------------------------------- | ------ | ---- | ---------------------- |
| 2. česká fotbalová liga 1993/94     | -      | 1    | SK Pardubice           |
| 2. česká fotbalová liga 1994/95     | -      | 1    | SK Pardubice           |
| 2. česká fotbalová liga 1995/96     | 26     | 1    | SK Pardubice           |
| 2. česká fotbalová liga 1996/97     | 12     | 3    | SK Pardubice           |
| 1. česká fotbalová liga 1996/97     | 11     | 0    | FC Petra Drnovice      |
| Gambrinus liga 1997/98              | 9      | 0    | FC Petra Drnovice      |
| Gambrinus liga 1998/99              | 24     | 1    | FC Petra Drnovice      |
| Gambrinus liga 1999/00              | 12     | 1    | FC Petra Drnovice      |
| Gambrinus liga 1999/00              | 14     | 0    | SK České Budějovice    |
| Gambrinus liga 2000/01              | 20     | 1    | SK České Budějovice    |
| 2. česká fotbalová liga 2001/02     | 14     | 0    | SK České Budějovice    |
| 2. česká fotbalová liga 2002/03     | 15     | 2    | FC Group Dolní Kounice |
| 1. slovenská fotbalová liga 2002/03 | 16     | 2    | MFK Ružomberok         |
| Corgoň liga 2003/04                 | 31     | 6    | MFK Ružomberok         |
| Corgoň liga 2004/05                 | 33     | 1    | MFK Ružomberok         |
| Corgoň liga 2005/06                 | 32     | 1    | MFK Ružomberok         |
| Corgoň liga 2006/07                 | 24     | 2    | MFK Ružomberok         |
| 2. česká fotbalová liga 2007/08     | 29     | 0    | SK Hradec Králové      |
| CELKEM 1. liga ČR                   | 90     | 3    |                        |
| CELKEM 1. liga SR                   | 136    | 13   |                        |